# Lista de reivindicações sob a Guano Islands Act
Os Estados Unidos reivindicaram um número de ilhas como áreas insulares sob a Guano Islands Act de 1856. Apenas as oito Ilhas Menores dos Estados Unidos e cada uma anexada pela Samoa Americana e Havaí permanecem como possessões dos Estados Unidos. Quaisquer outras reivindicações não resolvidas se elas existem são dormentes, e não têm sido contestadas pelos Estados Unidos em muitos anos com a exceção de Navassa.

## Tabela
| Ilha                  | Região           | Nome alternativo             | Coordenadas                       | Status Atual                               | Resolução da reivindicação dos Estados Unidos |
| --------------------- | ---------------- | ---------------------------- | --------------------------------- | ------------------------------------------ | --- |
| Ilha Alto Velo        | Caribe           | Isla Alto Velo               | 17° 28′ 42″ N, 71° 38′ 05″ O      | República Dominicana                       | Ver Reivindicação de Alto Velo, a reivindicação permanece congelada pelos Estados Unidos.                                                                                       |
| Atafu                 | Oceania          | Duke of York Group           | 8° 33′ 06″ S, 172° 30′ 03″ O      | Tokelau                                    | Tratado de Tokehega |
| Bajo Nuevo Bank       | Caribe           | Petrel Islands               | 15° 53′ N, 78° 38′ O              | Disputada                                  | Os Estados Unidos afirmam ser um território sem personificação jurídica. Também reivindicada por Colômbia, Jamaica e Nicarágua.                                                 |
| Ilha Baker            | Oceania          | New Nantucket                | 0° 11′ 41″ N, 176° 28′ 46″ O      | Ilhas Menores Distantes dos Estados Unidos | Ilha não-incorporada. |
| Ilha Birnie           | Oceania          |                              | 3° 35′ S, 171° 33′ O              | Kiribati                                   | Tratado de Tarawa |
| Butaritari            | Oceania          | Makin Atoll, Touching Island | 3° 10′ 04″ N, 172° 49′ 33″ L      | Kiribati                                   | Tratado de Tarawa |
| Ilha Caroline         | Oceania          | Millennium Island            | 9° 56′ 13,13″ S, 150° 12′ 41,4″ O | Kiribati                                   | Tratado de Tarawa |
| Recife Carondelet     | Oceania          |                              | 5° 34′ S, 173° 51′ O              | Kiribati                                   | Tratado de Tarawa |
| Ilha Clipperton       | Oceano Pacífico  | Passion Island               | 10° 18′ N, 109° 13′ O             | França                                     | Vítor Emanuel III da Itália arbitrou a disputa. |
| Ilha Ducie            | Oceania          |                              | 24° 40′ 09″ S, 124° 47′ 11″ O     | Território Britânico                       | Administrado pelas Ilhas Pitcairn. A reivindicação dos Estados Unidos permanece congelada.                                                                                      |
| Ilha Enderbury        | Oceania          | Guano Island                 | 3° 08′ S, 171° 05′ O              | Kiribati                                   | Tratado de Tarawa |
| Fakaofo               | Oceania          | Bowditch Island              | 9° 21′ 55″ S, 171° 12′ 54″ O      | Tokelau                                    | Tratado de Tokehega |
| Ilha Flint            | Oceania          |                              | 11° 25′ 48″ S, 151° 49′ 09″ O     | Kiribati                                   | Tratado de Tarawa |
| Ilha Fox              | Oceano Atlântico |                              | 47° 06′ 18″ N, 65° 00′ 00″ O      | Canadá                                     | A reivindicação dos Estados Unidos permanece congelada. |
| French Frigate Shoals | Oceania          | Kānemiloha'i                 | 23° 44′ 56″ N, 166° 08′ 46″ O     | Havaí                                      | Reivindicação congelada, obtida pelos Estados Unidos na Anexação do Havaí. |
| Funafuti              | Oceania          |                              | 8° 31′ S, 179° 13′ L              | Tuvalu                                     | Um tratado dos Estados Unidos-Tuvalu devolveu as ilhas em 1983. |
| Ilha Howland          | Oceania          | Worth Island                 | 0° 48′ 07″ N, 176° 38′ 03″ O      | Ilhas Menores Distantes dos Estados Unidos | Ilha não-incorporada. |
| Îles du Connétable    | Oceano Atlântico | Constable Islands            | 4° 49′ 25″ N, 51° 56′ 11″ O       | França                                     | Administrado pela Guiana Francesa, reivindicado pelos Estados Unidos. |
| Ilha Jarvis           | Oceania          | Bunker Island                | 0° 22′ S, 160° 01′ O              | Ilhas Menores Distantes dos Estados Unidos | Ilha não-incorporada. |
| Atol Johnston         | Oceania          |                              | 16° 44′ 13″ N, 169° 31′ 26″ O     | Ilhas Menores Distantes dos Estados Unidos | Ilha não-incorporada. |
| Ilha Kanton           | Oceania          | Canton Island                | 2° 50′ S, 171° 40′ O              | Kiribati                                   | Tratado de Tarawa |
| Recife Kingman        | Oceania          | Danger Rock                  | 6° 24′ N, 162° 24′ O              | Ilhas Menores Distantes dos Estados Unidos | Ilha não-incorporada. |
| Kiritimati            | Oceania          | Christmas Island             | 1° 52′ N, 157° 24′ O              | Kiribati                                   | Tratado de Tarawa |
| Makin                 | Oceania          | Little Makin                 | 3° 23′ 00″ N, 173° 00′ 00″ L      | Kiribati                                   | Tratado de Tarawa |
| Ilha Malden           | Oceania          | Independence Island          | 4° 01′ S, 154° 56′ O              | Kiribati                                   | Tratado de Tarawa |
| Manihiki              | Oceania          | Island of Pearls             | 10° 24′ S, 161° 00′ O             | Ilhas Cook                                 | Um tratado Estados Unidos-Ilhas Cook devolveu a ilha em 1980. |
| Ilha Manra            | Oceania          | Sydney Island                | 4° 27′ S, 171° 16′ O              | Kiribati                                   | Tratado de Tarawa |
| Ilha McKean           | Oceania          | Wigram Island                | 3° 35′ S, 174° 02′ O              | Kiribati                                   | Tratado de Tarawa |
| Atol Midway           | Oceania          | Middlebrook Islands          | 28° 12′ N, 177° 21′ O             | Ilhas Menores Distantes dos Estados Unidos | Ilha não-incorporada. |
| Minamitorishima       | Oceania          | Marcus Island                | 24° 18′ N, 153° 58′ L             | Japão                                      | O Tratado de San Francisco devolveu a ilha para o Japão em 1968. |
| Ilha Navassa          | Caribe           | Navaza                       | 18° 24′ 10″ N, 75° 00′ 45″ O      | Ilhas Menores Distantes dos Estados Unidos | Reivindicado pelo Haiti, ilha não-incorporada. |
| Nikumaroro            | Oceania          | Gardner Island               | 4° 40′ S, 174° 31′ O              | Kiribati                                   | Tratado de Tarawa |
| Niulakita             | Oceania          | Sophia Island                | 10° 45′ S, 179° 30′ L             | Tuvalu                                     | Um tratado dos Estados Unidos-Tuvalu devolveu a ilha em 1983. |
| Nukufetau             | Oceania          |                              | 8° 00′ S, 178° 30′ L              | Tuvalu                                     | Um tratado dos Estados Unidos-Tuvalu devolveu a ilha em 1983. |
| Nukulaelae            | Oceania          |                              | 9° 22′ 52″ S, 179° 51′ 08″ L      | Tuvalu                                     | Um tratado dos Estados Unidos-Tuvalu devolveu a ilha em 1983. |
| Nukunonu              | Oceania          | Bowditch Island              | 9° 10′ 06″ S, 171° 48′ 35″ O      | Tokelau                                    | Tratado de Tokehega |
| Orona                 | Oceania          | Hull Island                  | 4° 30′ S, 172° 10′ O              | Kiribati                                   | Tratado de Tarawa |
| Atol Palmyra          | Oceania          |                              | 5° 53′ N, 162° 05′ O              | Ilhas Menores Distantes dos Estados Unidos | Ilha incorporada. |
| Ilha Penrhyn          | Oceania          | Tongareva                    | 9° 00′ 20″ S, 157° 58′ 10″ O      | Ilhas Cook                                 | Um tratado Estados Unidos-Ilhas Cook devolveu a ilha em 1980. |
| Pukapuka              | Oceania          | San Bernardo Island          | 10° 53′ S, 165° 40′ O             | Ilhas Cook                                 | Um tratado Estados Unidos-Ilhas Cook devolveu a ilha em 1980. |
| Quita Sueño Bank      | Caribe           | Quitasueño                   | 14° 19′ N, 81° 10′ O              | Colômbia                                   | Tratado de Vasquez-Saccio de 1981. |
| Rakahanga             | Oceania          | Grand Duke Alexander Island  | 10° 02′ S, 161° 05′ O             | Ilhas Cook                                 | Um tratado Estados Unidos-Ilhas Cook devolveu a ilha em 1980. |
| Ilha Rawaki           | Oceania          | Phoenix Island               | 3° 42′ 40″ S, 170° 42′ 43″ O      | Kiribati                                   | Tratado de Tarawa |
| Roncador Bank         | Caribe           |                              | 13° 34′ N, 80° 05′ O              | Colômbia                                   | Tratado de Vasquez-Saccio de 1981. |
| Rosalind Bank         | Caribe           | Rosa Linda Bank              | 16° 26′ N, 80° 31′ O              | Colômbia                                   | Tratado dos Estados Unidos-Colômbia de 1981. |
| Serrana Bank          | Caribe           |                              | 14° 20′ N, 80° 20′ O              | Colômbia                                   | Tratado de Vasquez-Saccio de 1981. |
| Serranilla Bank       | Caribe           |                              | 15° 50′ N, 79° 50′ O              | Colômbia                                   | A reivindicação dos Estados Unidos permanece de acordo com o Tratado Vasquez-Saccio de 1981. Colômbia e Jamaica concordaram com a moratória, mas a Nicarágua também reivindica. |
| Ilha Starbuck         | Oceania          | Volunteer Island             | 5° 37′ S, 155° 56′ O              | Kiribati                                   | Tratado de Tarawa |
| Ilha Swains           | Oceania          |                              | 11° 03′ 20″ S, 171° 04′ 40″ O     | Samoa Americana                            | Tratado de Tokehega |
| Ilhas Swan            | Caribe           | Islas Santanilla             | 17° 24′ 38″ N, 83° 55′ 19″ O      | Honduras                                   | Tratado estabelecido pelos Estados Unidos e Honduras em 1972. |
| Tabuaeran             | Oceania          | Fanning Island               | 3° 51′ 36″ N, 159° 21′ 52″ O      | Kiribati                                   | Tratado de Tarawa |
| Teraina               | Oceania          | Washington Island            | 4° 41′ 00″ N, 160° 22′ 40″ O      | Kiribati                                   | Tratado de Tarawa |
| Triángulo Oeste       | Golfo do México  | West Triangle                | 20° 57′ N, 92° 14′ O              | México                                     | Reivindicação abandonada em 1895. |
| Ilha Vostok           | Oceania          | Staver Island                | 10° 06′ S, 152° 23′ O             | Kiribati                                   | Tratado de Tarawa |
| Recife Winslow        | Oceania          |                              | 1° 36′ S, 174° 57′ O              | Kiribati                                   | Tratado de Tarawa |

## Imagens

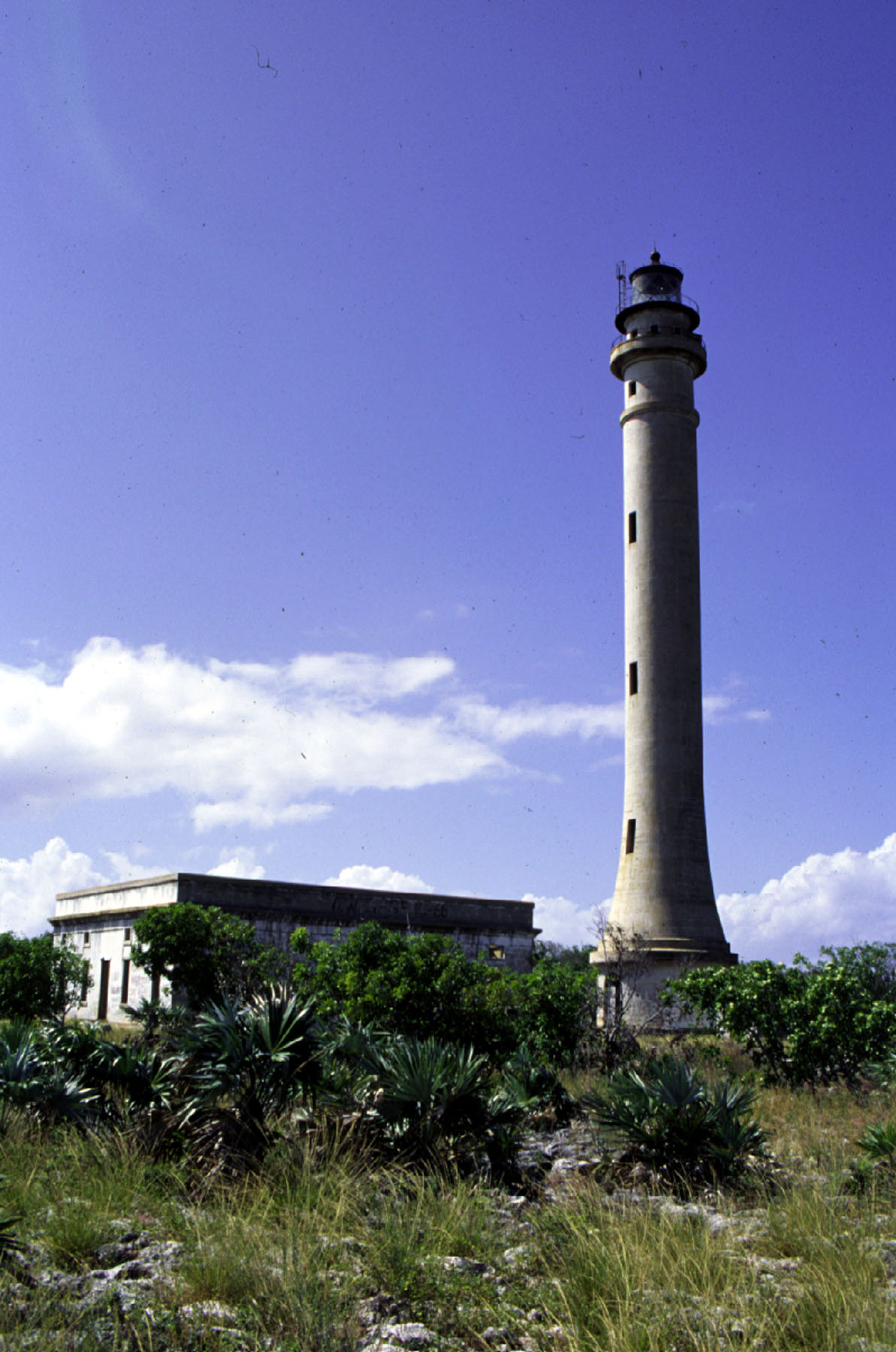
O farol da Ilha Navassa.
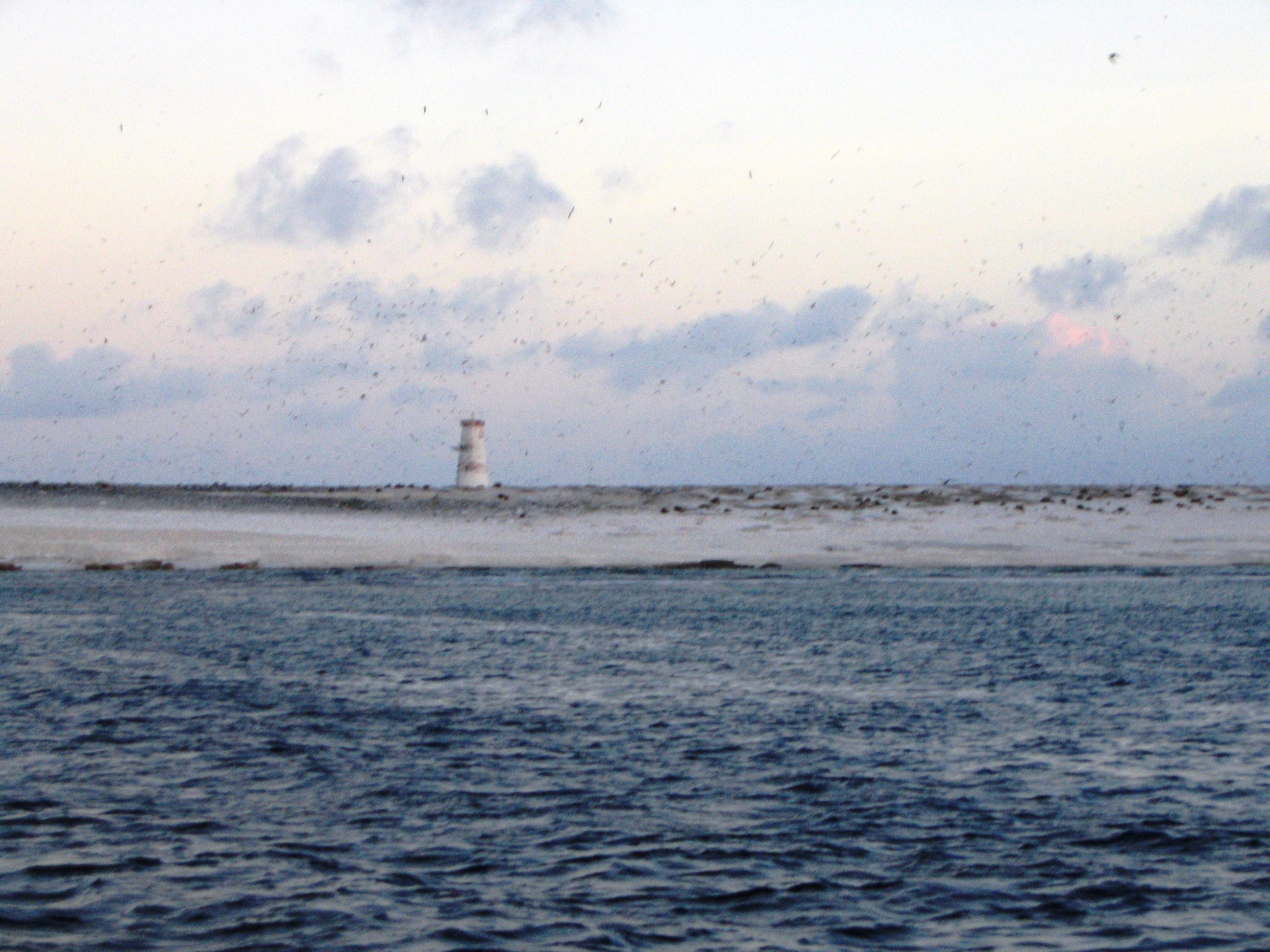
Imagem da costa da Ilha Jarvis em 2003.
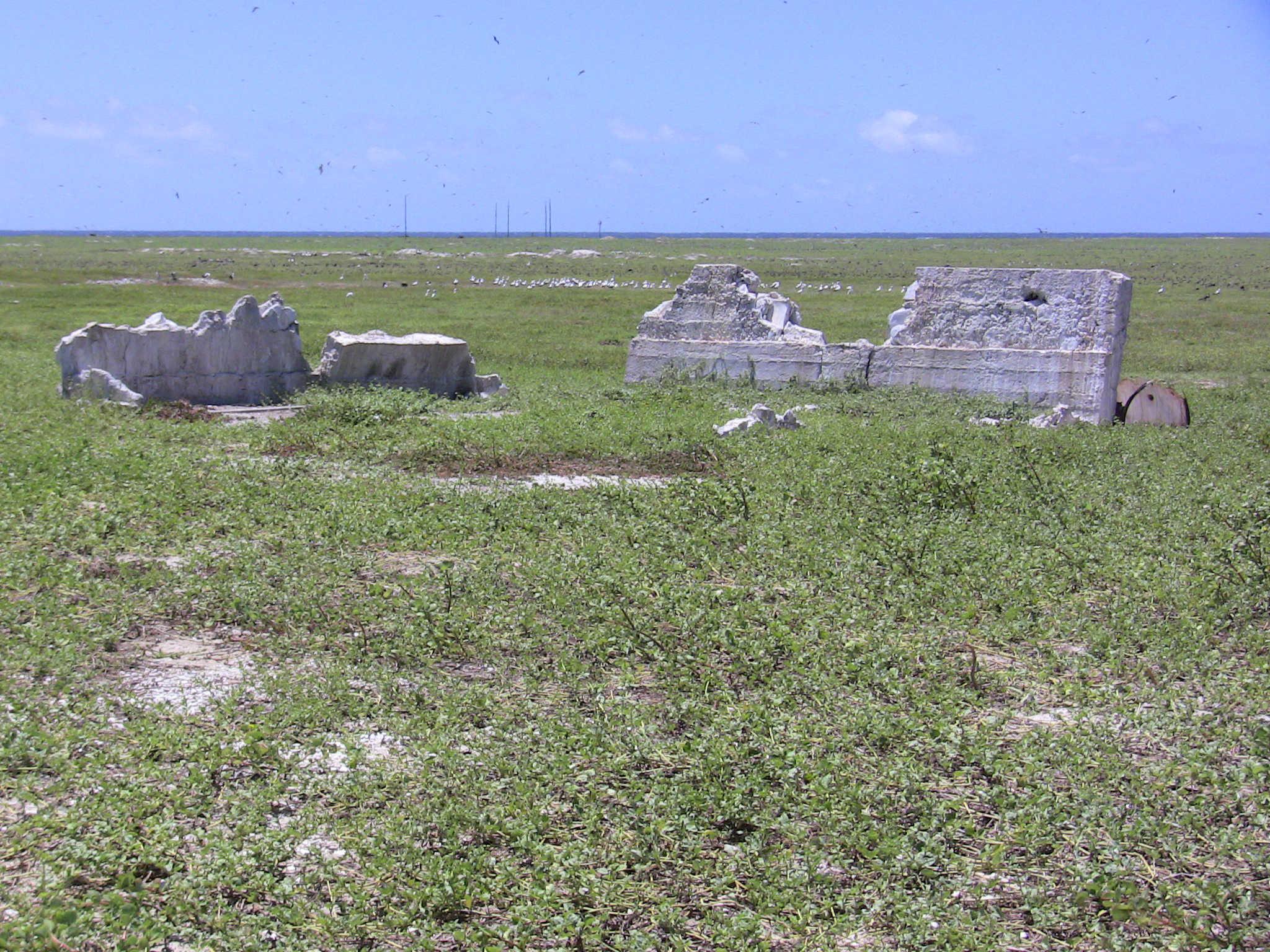
Ruínas de um antigo povoado na Ilha Baker.